# Колезький секретар

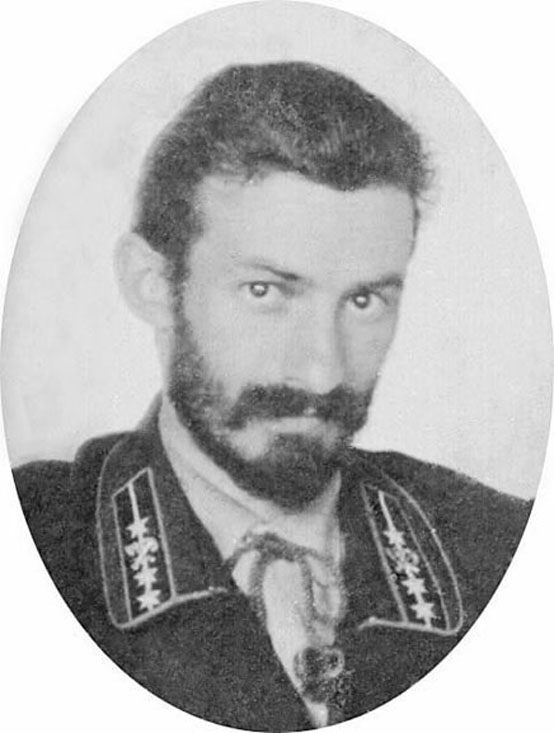
Колезький секретар МШС Тахтамишев Г. С., 1902 рік. Відзнаки чину на петлицях.

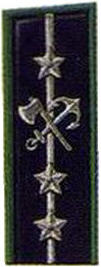
Петличний знак розрізнення відповідного чину (МШС)

Коле́зький секрета́р — в Російській імперії статський (цивільний) чин X класу в Табелі про ранги. Чиновники, які мали цей чин, займали незначні керівні посади. Припинив існування 1917 року, як й інші чини Російської імперії.

## Відзнаки чину
Відзнаки свого чину колезькі секретарі носили  на петлицях (в деяких випадках на поздовжніх, або поперечних погонах), з однім просвітом, де були розміщені по три зірочки. Також на петлицях зображувалася арматура (емблема) відомства, до якого належав чиновник.

## Відповідав армійським чинам
- в піхоті: капітан-поручник (1730—1797), штабс-капітан (1797—1884);
- в кавалерії: секунд-ротмістр (до 1797), штабс-ротмістр (1797—1884); поручник (з 1884), підпоручник гвардії (з 1730),
- в козаків: підосавул (до 1884), сотник (з 1884);
- на флоті: лейтенант (1722—1885), мічман (з 1884).